# Hans Christian Branner
Pour les articles homonymes, voir Branner.
Hans Christian Branner, né le 23 juin 1903 à Ordrup et mort le 24 avril 1966 à Copenhague, est un romancier et dramaturge danois.